# Badminton-Föderation Armeniens
Die Badminton-Föderation Armeniens (armenisch Հայաստանի բադմինթոնի ֆեդերացիա) ist die oberste nationale administrative Organisation in der Sportart Badminton in Armenien. Der Verband wurde 1992 gegründet. Der Verband wird durch die armenische Badmintonnationalmannschaft repräsentiert.

## Geschichte
Kurz nach seiner Gründung wurde der Verband Mitglied in der Badminton World Federation, damals als International Badminton Federation bekannt und 1997 Mitglied im kontinentalen Dachverband Badminton Europe, zu der Zeit noch als European Badminton Union firmierend. In der Saison 1996/1997 starteten die nationalen Titelkämpfe, bereits vier Jahre früher wurden erstmals Juniorenmeisterschaften ausgetragen.

## Bedeutende Veranstaltungen, Turniere und Ligen
- Einzelmeisterschaften
- Mannschaftsmeisterschaft
- Juniorenmeisterschaften

## Bedeutende Persönlichkeiten
- Hrachya Poghosyan – Präsident